# Šimon Jurovský

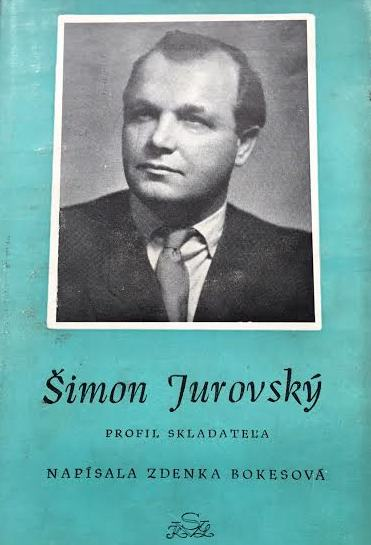
Zdenka Bokesová: Šimon Jurovský. Profil des Komponisten (1955)

Šimon Jurovský (* 8. Februar 1912 in Uľanka (Ulmanka; Ulmannsdorf) im heutigen Banská Bystrica; † 8. November 1963 in Prag) war ein slowakischer Komponist.
Jurovský studierte von 1931 bis 1936 an der Musikakademie Bratislava und war von 1943 bis 1944 Schüler von Joseph Marx in Wien}. Er war bis 1956 Leiter der Musikabteilung des Slowakischen Rundfunks und danach Opernchef des Slowakischen Nationaltheaters in Bratislava. Er komponierte eine Oper, ein Ballett, zwei Sinfonien, ein Orgel-, ein Cello- und ein Klavierkonzert, zwei Orchestersuiten, eine Streicherserenade, eine sinfonische Dichtung, kammermusikalische Werke, zwei Klaviersuiten, Kantaten, Liederzyklen und Volksliedbearbeitungen, Schauspiel- und Filmmusiken.